# Patroclus Rømeling
Patroclus Rømeling (25. januar 1662 (1663?) i Groningen – 31. oktober 1736 i Christiania) var en dansk-norsk officer, far til flere kendte medlemmer af slægten.

## Tidlig karriere
Han var søn af dr.med., senere garnisonsmedicus i København og Glückstadt Conrad Rømeling (1624-1676) og Suana (Anna) Elisabeth Ruse (Rüse) (1630-1678, søster til Henrik Ruse). Han kom 1682 i dansk tjeneste som fændrik ved Dronningens Livregiment, blev 1683 sekondløjtnant og 1686 premierløjtnant ved samme regiment og gik 1693 som kaptajnløjtnant og karakteriseret kaptajn over til Prins Christians (senere Prins Carls) Regiment, ved hvilket han 1695 blev virkelig kaptajn, lå i 1700 og 1701 i Sachsen ved de tropper, der gik i kejserlig tjeneste, overførtes dog herfra med sit kompagni til det danske hjælpekorps, der gik til Nederlandene, ved hvilket korps han 1703 var brigademajor, indtil han samme år blev sekond-oberstløjtnant ved 2. bataljon af Regimentet Prins Georg sammesteds.

## Deltagelse i Den Spanske Arvefølgekrig
1704 deltog han med korpset i felttoget ved Rhinen og Donau og herunder i det blodige slag ved Höchstädt 13. august; kort efter blev han premier-oberstløjtnant. Under felttoget i Flandern 1705 var Rømeling så uheldig ved fæstningen Diests overgivelse i oktober med sin bataljon at falde i fransk krigsfangenskab, hvorfra de dog blev udløst i januar det følgende år. Under felttoget 1706 forblev han i garnison i Gelderland og senere ved Haas, og efter det lidet mærkelige felttog 1707 forlagdes Rømeling bataljon i kvarter i Hulst (vest for Antwerpen); 1708 deltog bataljonen i Prins Eugens belejring og indtagelse af Lilles kastel og tilhørte den påfølgende vinter Lilles garnison. 1709, hvilket år Rømeling fik obersts karakter, deltog han i slaget ved Malplaquet. Efter at Rømeling 1710 var blevet chef for 2. bataljon af Regimentet Prins Carl, deltog han i den da igangværende besværlige belejring af Aire-sur-la-Lys, der erobredes i november.

## Den Store Nordiske Krig
Under felttogene 1711 og 1712 ses ikke hans bataljon at have deltaget i større foretagender, og i begyndelsen af 1713 kaldtes den tillige med den øvrige af England underholdte styrke af det danske hjælpekorps tilbage. Regimentet Prins Carl stationeredes foreløbig i det af Danmark besatte hertugdømme Bremen-Verden. I 1715 deltog Rømeling i Stralsunds belejring, og efter at denne fæstning juleaften samme år havde kapituleret, dannede Regimentet Prins Carl en del af dens danske besætning.

## Karriere i Norge
Rømeling var imidlertid 1711 blevet forfremmet til brigader til fods og udnævntes 1717 til generalmajor og chef for det Norske gevorbne Infanteriregiment. Under felttoget i Norge i høsten 1718 kommanderede Rømeling under generalløjtnant, grev Sponnecks overkommando de til forsvaret af Enningedalens og Tistedalens postering disponerede tropper, og da disse egne ifølge grev Sponnecks ordre var rømmede og samtlige dansk-norske tropper i Smålenene - Frederiksstens besætning undtagen – trukne bag Glommen, erholdt Rømeling ordre til at overtage forsvaret af Glommenovergangene fra Grønsund og nord over til Øjeren og ved strejfpartier at virke mod svenskernes forbindelser. Det kom dog ikke her under det ved kong Carls død brat afbrudte felttog til noget sammenstød. Sommeren 1719 deltog Rømeling i den i kong Frederiks og kronprinsens overværelse foretagne indmarch i Båhus Len.
1720 erholdt han sammen med generalmajorerne Kruse, Hartvig Huitfeldt og Oetken inspektionen over den norske militæretat, 1721 blev han Ridder af Dannebrog, 1731 generalløjtnant, og 1732 blev ham overdraget overkommandoen over den norske armé og overinspektionen over fæstningerne i Norge. Han døde i Christiania 31. oktober 1736. Han er begravet i Vor Frelsers Kirke i Oslo.
Der findes et portrætmaleri af Rømeling på Oslo Bymuseum.

## Ægteskab og børn
Rømeling blev gift 15. august 1696 med Anna Margretha Voogt (Voigt, Vogt) (1678 - 3. maj 1748 i Christiania), datter af oberst Johan Voogt (1621-1679) og Marie Elisabeth Walter (født ca. 1648).
Børn:
1. Jobst Conrad Rømeling (1698-1756)
2. Christoph Friedrich Rømeling (1700-1760)
3. Rudolph Woldemar Rømeling (1704-1776)
4. Hans Henrik Rømeling (1707-1775)